# Управління знаннями
Управлі́ння знання́ми (англ. knowledge management), також використовується термін «Менеджмент знань» — це систематичні процеси, завдяки яким знання, необхідні для успіху організації, створюються, зберігаються, розподіляються і застосовуються.
Сьогодні знання — це найважливіший актив сучасної організації. Знання — це інформація в контексті, здатна провести спонуку до дій розуміння.

## Історія виникнення методології управління знаннями
В період між першою і другою світовими війнами, опираючись на досвід країн Заходу, виділяли два основних підходи в роботі з персоналом: доктрина наукової організації праці; доктрина людських відносин.
Представником першого підходу був відомий американський інженер Ф. Тейлор. Представником другої — соціолог Е. Мейо, який у 30-ті роки провів наукові дослідження на підприємстві «Вестерн електрик компані». Стимулом до праці було визнання цінності роботи працівників. Впровадження цільового менеджменту персоналу, групового навчання, робочих нарад та інших форм залучення працівників до управління організацією бере початок із моделі або «школи людських відносин», автором якої, як уже зазначалось, був американський соціолог і психолог Е. Мейо.
Науковий менеджмент людських ресурсів формувався і під впливом теорії Дуглас Мак-Грегора, яка була висвітлена в його книзі «Людська сторона підприємства», де акцентувалась увага на формування менеджерів, які б могли передбачати і формувати людську поведінку, ефективно використовувати талант, здібності людей і створювати організаційний клімат, який сприяв би професійному зростанню людини. Дуглас Мак-Грегор вважав, то формування менеджера з персоналу вимагає знань багатьох наук, він повинен вміти прогнозувати розвиток організації та економіки і на цій основі визначати потребу певної кількості й якості працівників. В 60—70-ті роки XX століття американські школи бізнесу розширили програми підготовки менеджерів за рахунок включення дисциплін, зв'язаних з людськими ресурсами — індустріальну психологію, організаційну поведінку та управління персоналом. Відділи кадрів Америки і Західної Європи в 70—80-ті роки XX століття перетворились у «відділи людських ресурсів» ствердженням гуманного підходу до управління людьми, що значно підвищило їх статус в організації. Одночасно з'явилися нові напрямки їх діяльності, такі як: планування і розвиток кар'єри, внутріорганізаційна комунікація, залучення працівників до управління. Розвиток менеджменту людських ресурсів проходить паралельно з розвитком цивілізації. В основі теорії Ф. Герцберга є тезис про те, то праця приносить людям задоволення, сприяє зміцненню психологічного здоров'я. Відповідно до цієї теорії наявність таких факторів, як трудові подвиги, визнання заслуг, власне процес праці, міра відповідальності, кваліфікації і професії посилює позитивні мотиви поведінки людини в процесі роботи, оскільки підвищується задоволення роботою.
Автор теорії групового навчання К. Арджіріс стверджує: навчання в психологічних умовах, максимально наближених до реальних, є найбільш ефективним. Ця теорія широко застосовується в американських школах і університетах. А. Маслоу — творець теорії ієрархії потреб, автор книжки «Мотивація і особистість» — класифікує за мірою важливості цілі індивідуума, якими можна пояснити характер впливу внутрішніх і зовнішніх факторів на поведінку людини. Він виділяє п'ять видів потреб: фізіологічні, потреби в бізнесі, в належності до соціальної групи, в повазі до себе, в самоутвердженні. Всі ці потреби можуть проявлятись одночасно, але домінуючими є фізіологічні. Автори теорії стресового балансу Р. Блейк і Дж. Мутон особливу увагу приділяють балансу між виробничими і соціальними потребами. В книзі Петерса і Уотермана «В пошуках удосконалення» визначається, чим «ефективне» підприємство відрізняється від нормальних і середніх. Автори виділили значення культури виробництва (норм і цінностей) як важливого фактора успіху, в першу чергу, вивчення думки робітників підприємства. На цій основі автори дійшли висновку, що людський фактор, його використання є стратегічним і життєво важливим для розвитку підприємства. Колективна відповідальність за результати і високу ефективність роботи, всесторонній розвиток і використання індивідуального потенціалу — такі складові нового підходу в кадровому менеджменті 80-90-х років XX століття, який одержав назву командний менеджмент.

## Загальна характеристика «управління знаннями»
У літературі можна знайти найрізноманітніші визначення поняття управління знаннями. Відповідно до В. Р. Буковіца та Р. Л. Уільямса «менеджмент управління знаннями є процесом, за допомогою якого організація накопичує багатство, опираючись на свої інтелектуальні чи засновані на знаннях організаційні активи». Відповідно до Д. Ж. Скирме, управління знаннями — це «чітко окреслене і систематичне управління важливими для організації знаннями і пов'язаними з ними процесами управління, збирання, організації, дифузії, застосування і експлуатації з метою досягнення цілей організації». Р. Руглес стверджував, що «управління знаннями може бути визначене як підхід до збільшення або створення цінності шляхом активнішої підтримки досвіду, пов'язаного з ноу-хау та знанням, що і як робити, які існують однаковою мірою як у межах організації, так і поза нею».
Із наведених визначень випливає, що управління знаннями охоплює широке коло напрямків діяльності, пов'язаних водночас як і з мудрістю чи розумом окремих осіб, так і з різноманітною інформацією, яку ми використовуємо у нашій діяльності.

## Технології управління знаннями
Передача знань відбувається тільки під час взаємодії між конкретними людьми, формування співтовариства як середовища людей, об'єднаних загальним професійним інтересом чи загальною метою, що дозволяє установити контакт між тими, хто шукає знання і джерелом знань в умовах довіри і з використанням сформованих особистих зв'язків один з одним — є найважливішою задачею.
Перешкодою на шляху впровадження методик управління знаннями може стати внутрішня конкуренція. Тому формування атмосфери спілкування в співтоваристві, корпоративної культури повинне враховувати цю особливість людей і направлятися на те, щоб вони поділялися знаннями з радістю.
Якщо основним мотивом співробітника є не індивідуальне лідерство, а досягнення мети, то колектив здатний при сприятливих умовах досягти великих результатів, ніж сума результатів, досягнутих під час відсутності кооперації.
Рішення в сфері інформаційних технологій (ІТ-рішення) підтримують правила, що супроводжують процес управління знаннями, допомагають зняти бар'єри на шляху вирішення задач формування єдиного робочого середовища, реалізації механізму відчуження, нагромадження, використання і модифікації знань, підтримки інновацій і доведення інформації про їх усім зацікавленим у них співробітникам.
Однак ІТ-рішення не відіграють домінуючу роль у методиках управління знаннями: якщо в фірмі не будуть проводитися заходи щодо формування культури спільної роботи і загального доступу до даних, то ніякі ІТ-рішення не дозволять одержати відчутні результати. Так само як і використання, тільки лише гуманітарних технологій без залучення інформаційних технологій не приведе до ефективного управління знаннями.
От тільки деякі задачі, що неможливо вирішити без використання рішень у сфері інформаційних технологій для управління знаннями.
1. Система управління знаннями зберігає знання в контексті вирішення задач, виконання проектів і відносин між людьми. Контекст відбиває діловий процес, що привів до бажаного результату. Контекст розкриває і фонову інформацію, альтернативи, що були випробувані, а також причини, по яких вони не принесли бажаних результатів. Знання, що можуть бути використані для удосконалювання ділового процесу, перенесені в нові продукти і послуги.
2. Система управління знаннями направляє дії користувачів з метою розміщення інформації з визначених правил, що дозволяють у майбутньому успішно її знаходити і використовувати;
3. Стає можливим використання зв'язків, що зберігаються в системі, «люди/зміст». Навіть якщо ви не змогли знайти в системі знання у повному обсязі, що ідеально підходять для вирішення вашої нової задачі, ви можете використовувати зв'язок «людина/зміст» і знайти, таким чином, людину, що є носієм необхідних вам знань.
4. Зменшення залежності знань від людей, що володіють ними. Ви можете відчути це, вводячи в курс справи нових співробітників. Крім того, зводяться до мінімуму втрати, пов'язані зі звільненням співробітників в інші компанії (утрати знань, важливих для ведення бізнесу; утрати зв'язків із ключовими клієнтами/постачальниками)
5. Заочні комунікації не тільки зменшать необхідність витрачати час на особисті зустрічі. Знання, отримані в процесі персональних заочних консультацій будуть збережені в системі разом з контекстом і можуть бути використані потім усім співтовариством чи групою.
6. Доступ у будь-який час, у будь-якому місці не створює обмежень на тривалість заочних комунікацій і гарантує, що ви зможете одержати накопичені компанією знання в потрібний час, а не тільки в момент персонального спілкування чи заходів, що забезпечують групові комунікації[4].

## Процес управління знаннями на підприємстві
У практиці менеджменту спостерігаються різноманітні труднощі в сфері комунікації. Монологові режими замість діалогових, проблеми прийнятності інформації та її достовірності — лише деякі із симптомів наявності комунікаційних бар'єрів у навчанні і застосуванні знань.
Рефлексія на відміну від вивчення є метапроцесом складного навчання. У кантіанському змісті рефлексія — це стан занепокоєння, що виникає під впливом постановки під питання «абсолютних» істин, умоглядних моделей, конструкційних принципів навколишньої дійсності, знань, цінностей, прямих і непрямих наслідків тощо Комунікація і рефлексія — це, по суті, метапроцеси, що у принципі не мають кінця і не можуть бути довершені.
Субпроцеси цієї моделі можуть, з одного боку, протікати плавно і послідовно, з іншого боку — мати рекурсивний, круговий характер. У той же час вони легко комбінуються, даючи щораз різні результати.
Пошук і аналіз інформації (даних, повідомлень, знань тощо) чреватий насамперед проблемами науково-стратегічного, методологічного й економічного характеру, пов'язаними з ідентифікацією знання і його джерел (у тому числі гіпотетичних) і витратами на обробку інформації. Перед менеджментом постає питання про пріоритетність знання, яке знання визнати, чи ж проігнорувати і виключити як підозріле в змісті чи якості надійності. Соціологія стверджує, що в будь-якій системі є привілейоване знання, інше ж знання, так називане аматорське (наприклад, молодих чи, навпаки, людей похилого віку), у розрахунок не приймається.
Субпроцес «дія» варто розуміти як використання знань, як акції, методи, підходи. Хоча дія часта має потребу в корекції і коректується, по суті, воно необратимо. Це відноситься насамперед до дії, що уже здійснилася. Необхідні корективи можуть бути внесені в нові, інші дії, тому кожна дія несе із собою шанси для нового початку.
Дія надзвичайна тісно пов'язана із субпроцесом, що на схемі позначене як бажання. У рамках цього субпроцеса виникає питання про владу: чи можна ефективно діяти проти власної і чужої волі. Для успішних дій в організації необхідно, насамперед, наявність бажання. Це можливо лише при погодженості явного і неявного знання, при наявності навичок праці і досвіду.
Класичні організаційно-психологічні теми мотивації, опору, ідентифікації, участі чи неучасті виявляються в питанні, яким чином реальний намір (індивідуальне, групове чи інституціональне) може бути побудовано, як процес і які відносини напруженості чи джерела розриву повинні бути враховані.

## Проблеми підготовки фахівців управління знаннями
Вирішити дане питання пропонується шляхом співпраці підприємства і вищого навчального закладу (ВНЗ). При цьому замовником знань виступає підприємство. Воно вирішує в якій кількості і якості повинні отримувати знання потенційні робітники підприємства. Сьогодні ВНЗ готують фахівців виходячи із загальних потреб, планів міністерства, освітніх програм, але не враховуються потреби споживачів — підприємств, що потребують специфічних знань та навичок від працівника. Оскільки професії і кваліфікації є специфічним ресурсом, кошти на їхнє придбання повинні виділятися підприємствами. Це означало б усвідомлення останніми того, що кадровий потенціал є вирішальним базисом для обох характеристик діяльності підприємств: продуктивності й ефективності.
Підприємство вже на ранніх курсах повинно проводити кваліфікаційний відбір претендентів на роботу в своєї організації. І вирішальним критерієм тут повинно стати не лише рівень отриманих знань, а наявність інтуїції. Спочатку, на основі аналізу області діяльності визначаються професійно значимі здібності і необхідні особистісні якості, а потім підбираються дисципліни, предмети, навчальні і практичні задачі, ділові ігри — для розвитку здібностей конкретної людини з урахуванням вимог роботодавця. Паралельно повинно проводитися стажування, проходження практики на підприємствах-замовниках.
Підвищення кваліфікації може здійснюватися за наступними напрямками: спільна наукова діяльність інженерного, управлінського персоналу із науковцями вищих навчальних закладів, що не тільки підвищить кваліфікаційний рівень, але й вирішить існуючі проблеми на підприємстві
При проведенні тренінгу необхідно дотримуватись наступних принципів навчання це: створення доцільних взаємозв'язків між змістом окремих програм тренінгу; активне випробування придбаних знань на практиці і повторення нового освоєного варіанта поводження; інформація про результати тренувальних вправ і безпосередній зворотний зв'язок, створення схем винагороди з метою зміцнення впливу навчання; поділ змісту навчання на невеликі елементи; створення можливостей для усунення конфліктів, що можуть виникнути в тому випадку, якщо нове засвоєне поводження і придбані нові погляди будуть суперечити колишнім установкам.